# Али Абдоли
Али Абдоли (17 августа 1951 г., с. Кулур, Хальхальского края, Ирана — 17 июня 2023 г., Резваншахр, Гилян, Иран) — исследователь, писатель и поэт, иранский учёный - востоковед, положивший начало новому направлению в иранистике – талышеведению. Им опубликовано около двадцати книг и десятков научных статей в области тати и талышского языков, а также истории, культуры и литературы талышей. Его работы стали толчком для многих исследователей, которые продолжают работу в данном направлении.

## Биография
Али Абдоли родился в 1951 году в талышской семье в селе Кулур, Халхалского края, Иранской республики. В 12 лет вместе с семьей в целях заработка, он переехал в с. Хошбар, которое расположено в талышских лесах. Отец продавал дрова на городском рынке, а в межсезонье торговал мясом. Али после школы был вынужден выполнять домашние дела, кроме этого ещё помогать отцу.
В 1969 году отправился в Тегеран и остался там жить. Живя в основном за счёт случайных заработков на тегеранских рынках, в магазинах и производственных мастерских, он одновременно приобщается к разным литературным кружках. На этих вечерах поэзии он выступал со своими первыми стихотворениями, которые в дальнейшем были опубликованы в журналах. В последнем номере журнала «Фирдоуси» за 1974 г. были опубликованы имена 10-ти лучших молодых поэтов, среди которых было и имя А. Абдоли. К этому времени он устроился на работу в организации по охране памятников истории и одновременно прошёл обучение на курсах по своей специальности. Уже тогда он начал собирать образцы фольклора.
По окончании курсов он сначала работал в главном управлении Гиляна по культуре и искусству, а потом в Бандар Анзали и, наконец, в Резваншахре, где занимался вопросами охраны талышских памятников истории и культуры. Тут он впервые начал писать стихотворения на талышском языке и организовывал передачи на талышском языке на Гилянском радио под названием «Взгляд на талышский край», которые продолжались до 1978 г. Здесь он познакомился с новыми людьми и активизировал свою деятельность по изучению истории и культуры талышей. Результаты его исследований нашли свое отражение в его книгах: «Культура татов и талышей», «Мелодии Севера», «Кто такие талыши?», «Таты и талыши», «Взгляд на талышское кочевое племенное сообщество», «История кадусиев», «Сравнительный анализ культур талышей, тати и древних азари», «Четыре трактата об истории и географии талышей». Кроме этого, он написал исследовательский проект под названием «Талышский народ» и сценарии для 4-х документальных фильмов о талышах.
В 1992 году по приглашению Талышского культурного центра Азарбайджана он посетил Баку, где был избран почётным членом Национальной Академии Творчества Азербайджана
Доктор Абдоли активно сотрудничал с исследовательским центром «Гиляноведение» при Гилянском университете, культурными организациями талышей в Азербайджане, РФ и Беларуси. Он участвовал в семинаре «Гилянская литература и культура» со статьей под названием «Взгляд на состояние современного талышского языка».
Доктор Абдоли проживал в г. Резваншахр, и с большим успехом до конца жизни продолжал свои исследования.

## Смерть
Али Абдоли умер 17 июня 2023 года. Похоронили его недалеко от города Резваншахр, в Пунеле, Остан Гилян.